# Liste des anciennes communes de la région de Bruxelles-Capitale
Ceci est une liste des anciennes communes de la Région de Bruxelles-Capitale. Les anciennes communes ont été classés par ordre alphabétique. En outre, pour chaque commune les informations suivantes sont indiquées :
- l'année de la disparition de la commune
- la ou les  commune(s) dans laquelle l'ancienne commune a été incluse
- des commentaires
- la surface en km2 de l'ancienne commune
- le nombre d'habitants de l'ancienne commune lors de sa disparition

Seuls Haren, Laeken et Neder-Over-Heembeek qui ont fusionné avec Bruxelles en 1921, ont leur propre code postal et sont, administrativement, des sections.

## Liste des anciennes communes de laRégion de Bruxelles-Capitale
| Ancienne commune    | Année | Nouvelle(s) commune(s) | Commentaires | Surface(km²) | Habitants |
| ------------------- | ----- | ---------------------- | ------------ | ------------ | --------- |
| Boitsfort           | 1811  | Watermael-Boitsfort    | Fusion       | ?            | 1243      |
| Dieleghem           | 1795  | Jette-Ganshoren        | Fusion       | ?            | ?         |
| Haren               | 1921  | Bruxelles              | Fusion       | 5,83         | 3394      |
| Jette-Ganshoren     | 1841  | Jette et Ganshoren     | Division     | 8,19         | 3190      |
| La Cambre           | 1795  | Ixelles                | Fusion       | ?            | ?         |
| Laeken              | 1921  | Bruxelles              | Fusion       | 9,25         | 41.420    |
| Neder-Heembeek      | 1813  | Neder-Over-Heembeek    | Fusion       | 3,39         | 251       |
| Neder-Over-Heembeek | 1921  | Bruxelles              | Fusion       | 5,41         | 4283      |
| Over-Heembeek       | 1813  | Neder-Over-Heembeek    | Fusion       | 2,78         | 193       |
| Watermael           | 1811  | Watermael-Boisfort     | Fusion       | ?            | 1311      |